# European Film Awards
Les European Film Awards (littéralement prix du cinéma européen) sont des récompenses décernées chaque année par l'Académie européenne du cinéma (European Film Academy).
Ces prix saluent l'excellence des œuvres et des productions européennes dans différents domaines. Via Internet, le public pouvait également voter jusqu'en 2005 pour ses acteurs et ses réalisateurs favoris. Depuis 2009, il a à nouveau la possibilité de choisir le film qu'il préfère.

## Historique
L'Académie européenne du cinéma est présidée par le cinéaste allemand Wim Wenders et compte 2 300 professionnels venus de toute l'Europe.
Les prix sont décernés lors d'une cérémonie se déroulant toutes les années impaires à Berlin où se situe le siège de l'Académie et dans différentes capitales ou grandes villes européennes lors des années paires en décembre. 
De 1988 à 1996, les prix du cinéma européen étaient appelés les « Felix ».
À partir de la saison des récompenses 2025-2026, les prix seront distribués au mois de janvier, et non plus en décembre comme auparavant, afin de se caler sur le calendrier promotionnel des distributeurs de films et de mieux mettre en lumière les lauréats européens.

## Catégories de récompense

### Prix principaux
- Meilleur film européen (Best Film)
- Meilleur réalisateur européen (Best Director)
- Meilleur acteur européen (Best Actor)
- Meilleure actrice européenne (Best Actress)
- Meilleur scénariste européen (Best Screenwriter)
- Meilleur directeur de la photographie européen (Best Cinematographer) – Prix Carlo Di Palma
- Meilleur monteur européen (Best Editor)
- Meilleur chef décorateur européen (Best Production Designer)
- Meilleure direction artistique européen de l'année (European Production Designer of the Year)
- Meilleur compositeur européen (Best Composer)
- Meilleur créateur de costumes européen (Best Costume Designer)
- Meilleur ingénieur du son européen (Best Sound Designer)
- Meilleur coproducteur européen (Best European Co-Producer) – Prix Eurimages
- Meilleur film d'animation européen (Best Animated Film)
- Meilleur film documentaire européen (Best Documentary Film) – Prix Arte
- Meilleure comédie européenne (Best Comedy)
- Meilleur court métrage européen (Best Short Film) – Prix UIP

### Prix spéciaux
- People's Choice Award du meilleur film européen
- Discovery of the Year (Prix FIPRESCI)
- Achievement in World Cinema Award
- Lifetime Achievement Award
- Young Audience Award

### Anciens prix
- Meilleur film non-européen (Best Non-European Film)
- Prix du public du meilleur réalisateur (People's Choice Award - Best Director)
- Prix du public du meilleur acteur (People's Choice Award - Best Actor)
- Prix du public de la meilleure actrice (People's Choice Award - Best Actress)
- Meilleur acteur dans un second rôle (Best Supporting Actor)
- Meilleure actrice dans un second rôle (Best Supporting Actress)
- Meilleur espoir (Best Young Actor)
- Prix d'excellence

Source : site officiel.

## Villes hôtes
|    | Année | Lieu                                | Ville          | Présentateur | Date              |
| -- | ----- | ----------------------------------- | -------------- | --- | ----------------- |
| 1  | 1988  | Theater des Westens                 | Berlin         | Jan Niklas, Désirée Nosbusch | 26 novembre 1988  |
| 2  | 1989  | Théâtre des Champs-Élysées          | Paris          | Frédéric Mitterrand | 25 novembre 1989  |
| 3  | 1990  | Royal Concert Hall                  | Glasgow        | Schenna MacDonald, Melvyn Bragg | 2 décembre 1990   |
| 4  | 1991  | Babelsberg                          | Potsdam        | Désirée Nosbusch-Becker, Johannes Willms | 1er décembre 1991 |
| 5  | 1992  | Babelsberg                          | Potsdam        | Senta Berger, Ben Kingsley | 25 novembre 1992  |
| 6  | 1993  | Babelsberg                          | Potsdam        | Fanny Ardant | 4 décembre 1993   |
| 7  | 1994  | Spiegelzelt                         | Berlin         | - | 27 novembre 1994  |
| 8  | 1995  | Bar jeder Vernunft                  | Berlin         | - | 12 novembre 1995  |
| 9  | 1996  | Blaues Zelt am Lützowplatz          | Berlin         | - | 8 novembre 1996   |
| 10 | 1997  | Flughafen Tempelhof                 | Berlin         | Tania Bryer | 7 décembre 1997   |
| 11 | 1998  | Old Vic Theatre                     | Londres        | Mel Smith, Carole Bouquet | 4 décembre 1998   |
| 12 | 1999  | Schillertheater                     | Berlin         | Mel Smith, Carole Bouquet | 4 décembre 1999   |
| 13 | 2000  | Théâtre national de Chaillot        | Paris          | Rupert Everett, Antoine de Caunes | 2 décembre 2000   |
| 14 | 2001  | Tempodrom                           | Berlin         | Mel Smith | 1er décembre 2001 |
| 15 | 2002  | Teatro dell'Opera di Roma           | Rome           | Asia Argento, Mel Smith | 7 décembre 2002   |
| 16 | 2003  | Treptow Arena                       | Berlin         | Heino Ferch | 6 décembre 2003   |
| 17 | 2004  | Forum Convention Center             | Barcelone      | Maria de Medeiros, Juanjo Puigcorbé | 11 décembre 2004  |
| 18 | 2005  | Treptow Arena                       | Berlin         | Heino Ferch | 3 décembre 2005   |
| 19 | 2006  | EXPO XXI Center                     | Varsovie       | Maciej Stuhr, Sophie Marceau | 2 décembre 2006   |
| 20 | 2007  | Treptow Arena                       | Berlin         | Jan Josef Liefers, Emmanuelle Béart | 1er décembre 2007 |
| 21 | 2008  | Forum                               | Copenhague     | Mikael Bertelsen | 6 décembre 2008   |
| 22 | 2009  | Jahrhunderthalle                    | Bochum         | Anke Engelke | 12 décembre 2009  |
| 23 | 2010  | Nokia Concert Hall                  | Tallinn        | Anke Engelke, Märt Avandi | 4 décembre 2010   |
| 24 | 2011  | Tempodrom                           | Berlin         | Anke Engelke | 3 décembre 2011   |
| 25 | 2012  | Mediterranean Conference Centre     | Valletta       | Anke Engelke | 1er décembre 2012 |
| 26 | 2013  | Haus der Berliner Festspiele        | Berlin         | Anke Engelke | 7 décembre 2013   |
| 27 | 2014  | Latvian National Opera              | Riga           | Thomas Hermanns | 13 décembre 2014  |
| 28 | 2015  | Haus der Berliner Festspiele        | Berlin         | Thomas Hermanns | 12 décembre 2015  |
| 29 | 2016  | National Forum of Music             | Wrocław        | Maciej Stuhr | 10 décembre 2016  |
| 30 | 2017  | Haus der Berliner Festspiele        | Berlin         | ensemble d'acteurs et d'actrices: Johannes Bah Kuhnke (Suède), Alex Brendemühl (Espagne), Anna Geislerová (République tchèque), Dave Johns (Royaume-Uni), Anamaria Marinca (Roumanie), Palina Rojinski (Allemagne) et Ivan Shvedoff (Russie) | 9 décembre 2017   |
| 31 | 2018  | Teatro de la Maestranza             | Séville        | ensemble d'acteurs et d'actrices: Rossy de Palma (Espagne), Ashraf Barhom (Israël), Amira Casar (France), Anamaria Marinca (Roumanie), Ivan Shvedoff (Russie) et Tom Wlaschiha (Allemagne)                                                   | 15 décembre 2018  |
| 32 | 2019  | Haus der Berliner Festspiele        | Berlin         | | 7 décembre 2019   |
| 33 | 2020  | Virtual event                       | World (Online) | Modérateur: Steven Gätjen Présentateur/présentatrice: Mike Downey, Marion Döring, Agnieszka Holland, Wim Wenders | 12 décembre 2020  |
| 34 | 2021  | Mercedes-Benz Arena                 | Berlin         | Annabelle Mandeng | 11 décembre 2021  |
| 35 | 2022  | Harpa                               | Reykjavik      | | 10 décembre 2022  |
| 36 | 2023  | Mercedes-Benz Arena                 | Berlin         | | 9 décembre 2023   |
| 37 | 2024  | Palais de la culture et des congrès | Luzern         | | 7 décembre 2024   |
| 38 | 2025  |                                     | Berlin         | | décembre 2025     |